# Hans älskarinna
Hans älskarinna är en amerikansk dramafilm från 1947 i regi av Otto Preminger. Filmen bygger på Elizabeth Janeways roman Daisy Kenyon från 1945.

## Handling
Daisy Kenyon har arbete på Manhattan i New York. Hon har en kärleksaffär med den gifte advokaten Dan som hon hoppas ska lämna sin fru och barn. Men hon träffar också krigsveteranen Peter, och en kärlekstriangel utvecklas mellan dem.

## Rollista
- Joan Crawford - Daisy Kenyon
- Dana Andrews - Dan O'Mara
- Henry Fonda - Peter Lapham
- Ruth Warrick - Lucille O'Mara
- Martha Stewart - Mary
- Peggy Ann Garner - Rosamund O'Mara

## Fotnoter
1. ↑  https://www.svenskfilmdatabas.se/sv/item/?type=film&itemid=24869